# 付家河一库
付家河一库是中国湖北省黄冈市黄州区境内的一座水库，位于举水支流沙河支流上，建于1965年。水库正常库容为1400万立方米，集雨面积为18平方千米，海拔为67米。